# McKnight Creek
Koordinaten: 77° 36′ S, 163° 16′ O
Der McKnight Creek ist ein 1,5 km langer glazialer Schmelzwasserfluss im ostantarktischen Viktorialand. Im Taylor Valley fließt er vom unteren Ende des Commonwealth-Gletschers in südwestlicher Richtung zum östlichen Ende des Fryxellsees, den er zwischen dem Lost Seal Stream  und dem Aiken Creek erreicht.
Das Advisory Committee on Antarctic Names benannte ihn 1992 nach der US-amerikanischen Hydrologin Diane Marie McKnight (* 1953), Leiterin der Mannschaft des United States Geological Survey, welche zwischen 1987 und 1994 das Flusssystem des Fryxellsees untersucht hatte.